# Országos Múzeumi Restaurálási és Raktározási Központ
Az Országos Múzeumi Restaurálási és Raktározási Központ, az OMRRK a három nagy budapesti múzeum a Szépművészeti Múzeum,  Magyar Nemzeti Galéria és a Néprajzi Múzeum raktár és restaurációs központja. A komplexumban a raktár és restaurátor műhelyek mellett helyet kaptak laborok, kutatószobák, és itt működik a Közép-Európai Művészettörténeti Kutatóintézet és egy látogatóközpont is. Az épületegyüttest 2019. május 14-én adták át.
Az OMRRK Budapest XIII. kerületében, a Szabolcs utca 33-35 szám alatti területen, a volt Országos Gyógyintézeti Központ, korábban a Pesti Izraelita Hitközség Szabolcs utcai Kórháza helyén épült fel. A telekrészen két megmenthető állapotú épület állt, az egykori Bródy Adél Klinika és egy zsidó imaház, a többi épületet elbontották. A fejlesztés a Liget Budapest Projekt keretében, barnamezős beruházásként, a Narmer Építészeti Stúdió tervei szerint készült el. A területen egy, a nyitvatartási időben szabadon használható 13.000 négyzetméteres parkot is kialakítottak.

## Épületek
A mintegy 33 ezer négyzetméteres épületegyüttes öt épületrészből áll. 

### „A” épület: OMRRK
A komplexum központi eleme a Vágány utcai oldalon található, mintegy 30 ezer négyzetméteres raktárbázis, amely négy földalatti raktárszintből és három föld feletti szintből áll, ahol az irodák, műhelyek és laborok kaptak helyet. Az itt kialakított logisztikai technológia 37.000 polcfolyóméternyi, azaz mintegy 37 kilométernyi rakodófelületet és 25.000 négyzetméter képrács-felületet biztosít az elhelyezett műtárgyaknak. A központi épületben található két tanulmányi raktár is, ahol a Néprajzi Múzeum nagyméretű tárgyait és a Szépművészeti Múzeum gipsz másolatait állítják ki. Az épület homlokzata anyagában színezett, terrakotta nyersbeton, mely emlékeztet a korábbi kórház épületére.  

### „D” épület: Közép-Európai Művészettörténeti Kutatóintézet (KEMKI)
A komplexum másik kiemelkedő intézménye a Közép-Európai Művészettörténeti Kutatóintézet (KEMKI), mely a 19. század utolsó harmadában épült izraelita kórházegyüttes egyik pavilonépületében kapott helyet, több mint 3000 négyzetméteren. Az eredeti épület 1897-re Freund Vilmos műépítész tervei alapján készült el, az adományozó, Bródy Zsigmond felesége után Bródy Adél Gyermekkórházként működött. A munkálatok során az épület eredeti szerkezetét megtartva helyreállították. A felújított épületben található kutatóintézet a Szépművészeti Múzeum és a Magyar Nemzeti Galéria Adattárát, valamint az 1979-ben alapított, a rendszerváltásig underground, 2015-ig civil szervezetként, 2015-től pedig a Szépművészeti Múzeum részeként működő Artpool Művészetkutató Központot foglalja magába. Az Adattár gyűjteménye a két intézmény több mint egy évszázad alatt összegyűjtött, archív dokumentációs anyagát tartalmazza, ehhez csatlakozott az Artpool Művészetkutató Központ avantgárd és kortárs művésztre fókuszáló, “jelentős és nemzetközileg is elismert kollekciója, és ide került az egykori Képzőművészeti Lektorátus teljes, csaknem 500 folyóméternyi iratanyaga is.”

### „C” épület: Látogatóközpont
Az egykori izraelita kórház felvételi épületének, majd imaházának rekonstruált épületében kap helyet egy több, mint ezer négyzetméteres látogatóközpont, amely lehetőséget biztosít az intézményekben zajló tudományos munka eredményeinek bemutatására, szakmai konferenciák lebonyolítására.

### B” és „E” épület: mélygarázs, kerti tároló- és trafóház
A komplexum további két épülete a mélygarázs illetve a kerti tároló- és trafóház, amelyek az intézmények nélkülözhetetlen kiszolgálóépületei.